# کاپیت
کاپیت (به لاتین: Kapit) یک منطقهٔ مسکونی در مالزی است که در ساراواک واقع شده‌است.

## خصوصیات
کاپیت  ۱۸٬۰۰۰ نفر جمعیت دارد.